# هیدروکسی کتون
در شیمی آلی، هیدروکسی کتون (که اغلب به آن کتول گفته می‌شود) یک گروه عاملی متشکل از یک کتون و یک گروه هیدروکسیل در کنار هم است. این ترکیبات در دو دسته اصلی طبقه‌بندی می‌شوند، اگر گروه هیدروکسیل در موقعیت آلفا قرار داشته باشد، یک آلفا هیدروکسی کتون RCR′(OH)(CO)R) خواهیم داشت و اگر در موقعیت بتا باشد، یک بتا هیدروکسی کتون، RCR′(OH)CR2(CO)R به وجود می‌آید.
- یک آلفا-هیدروکسی کتون می‌تواند شامل یک الکل نوع یک (به عنوان مثال هیدروکسی‌استون) یا یک الکل نوع دو باشد. آلفا-هیدروکسی کتون شامل الکل نوع دوم به عنوان آسیلویین شناخته می‌شوند.[۱]
- بتا-هیدروکسی کتون‌ها ترکیب‌های افزایشی آلدول هستند.
- آلفا-هیدروکسی کتون‌ها می‌توانند در آزمایش فلینگ پاسخ مثبت بدهند.